# A Black Moon Broods over Lemuria
Albums de Bal-Sagoth
Demo 1993
(1993) Starfire Burning Upon the Ice Veiled Throne of Ultima Thule
(1996)
A Black Moon Broods over Lemuria est le premier album studio du groupe de black metal symphonique anglais Bal-Sagoth. L'album est sorti en 1995 sous le label Cacophonous Records.
L'opus a été enregistré relativement rapidement : deux semaines ont en effet suffi pour les dix titres. Cependant, la date de sortie de l'album était à l'origine prévue une année avant, mais à cause de problèmes avec le label cette date a été repoussée.
Le dernier mot du titre de l'album, « Lemuria », est une référence au continent imaginaire qui était censé se situer dans l'Océan Indien, la Lémurie.

## Liste des morceaux
| No  | Titre                                                                                   | Durée |
| --- | --------------------------------------------------------------------------------------- | ----- |
| 1.  | Hatheg Kla                                                                              | 1:59  |
| 2.  | Dreaming of Atlantean Spires                                                            | 6:15  |
| 3.  | Spellcraft & Moonfire (Beyond the Citadel of Frosts)                                    | 7:10  |
| 4.  | A Black Moon Broods over Lemuria                                                        | 9:53  |
| 5.  | Enthroned in the Temple of the Serpent Kings                                            | 5:09  |
| 6.  | Shadows 'Neath the Black Pyramid                                                        | 6:30  |
| 7.  | Witch-Storm                                                                             | 5:07  |
| 8.  | The Ravening                                                                            | 2:23  |
| 9.  | Into The Silent Chambers of the Sapphirean Throne (Sagas from the Antediluvian Scrolls) | 8:27  |
| 10. | Valley of Silent Paths                                                                  | 1:34  |